# Лассель
Лассе́ль (фр. и окс. Lascelle) — коммуна во Франции, находится в регионе Овернь. Департамент — Канталь. Входит в состав кантона Орийак-4. Округ коммуны — Орийак.
Код INSEE коммуны — 15096.
Коммуна расположена приблизительно в 430 км к югу от Парижа, в 95 км юго-западнее Клермон-Феррана, в 16 км к северо-востоку от Орийака.

## Население
Население коммуны на 2008 год составляло 312 человек.
| 1962 | 1968 | 1975 | 1982 | 1990 | 1999 | 2008 |
| ---- | ---- | ---- | ---- | ---- | ---- | ---- |
| 380  | 391  | 335  | 335  | 325  | 317  | 312  |

## Экономика
В 2007 году среди 201 человека в трудоспособном возрасте (15—64 лет) 138 были экономически активными, 63 — неактивными (показатель активности — 68,7 %, в 1999 году было 69,5 %). Из 138 активных работали 129 человек (72 мужчины и 57 женщин), безработных было 9 (6 мужчин и 3 женщины). Среди 63 неактивных 10 человек были учениками или студентами, 25 — пенсионерами, 28 были неактивными по другим причинам.

## Достопримечательности
- Церковь Сен-Реми[фр.] (XII век). Памятник истории с 1930 года[3]

## Фотогалерея
- Лассель
- Интерьер церкви Сен-Реми
- Карта коммуны